# Грембоше
Грембоше (пол. Grębosze) — село в Польщі, у гміні Радошиці Конецького повіту Свентокшиського воєводства.
Населення — 122 особи (2011).
У 1975-1998 роках село належало до Келецького воєводства.

## Демографія
Демографічна структура на день 31 березня 2011 року:
|          | Загалом | Допрацездатний вік | Працездатний вік | Постпрацездатний вік |
| -------- | ------- | ------------------ | ---------------- | -------------------- |
| Чоловіки | 65      | 14                 | 43               | 8                    |
| Жінки    | 57      | 11                 | 33               | 13                   |
| Разом    | 122     | 25                 | 76               | 21                   |